# Richard von Weizsäcker
Richard Karl Freiherr von Weizsäcker (Stuttgart, 1920. április 15. – Berlin, 2015. január 31.) német politikus. 1984 és 1994 között a Német Szövetségi Köztársaság elnöke. Hivatali ideje alatt egyesült újra Németország. Államfői megbízatását megelőzően 1981 és 1984 között Nyugat-Berlin polgármestere volt.
Meggyőződéses evangélikusként feltétlen híve és támogatója volt Európa keleti része integrálásának. Még Erich Honeckerhez is ellátogatott. A magyar rendszerváltás után találkozott Antall József magyar miniszterelnökkel.

## Családja
Apja, Ernst Heinrich von Weizsäcker a Német Császári Haditengerészet tisztjeként részt vett a skagerraki csatában. A háború után külügyi szolgálatba lépett. Tagja volt a Nemzetiszocialista Német Munkáspártnak; a második világháború alatt SS-Brigadeführerré léptették elő. Ő rendelte el a franciaországi zsidók deportálását az auschwitzi koncentrációs táborba. A nürnbergi perben az emberiség elleni bűncselekmények vádjával hét év börtönre ítélték, de az 1950-ben kihirdetett általános amnesztia nyomán visszanyerte szabadságát.

## Pályafutása
Richard von Weizsäcker gyerekkorát Dániában, Svájcban és Berlinben töltötte. Az érettségi után nyelveket, történelmet és filozófiát tanult Oxfordban és Grenoble-ban. 1938-ban munkaszolgálatra hívták be, amit katonai szolgálat követett. 1939 szeptemberében részt vett a lengyelországi hadjáratban, majd a szovjet frontokon harcolt. 1945 áprilisában megsebesült. A háború után jogot és történelmet tanult a Göttingeni Egyetemen. 1948/49-ben apja védőügyvédje mellett jogi asszisztens volt a nürnbergi perben.

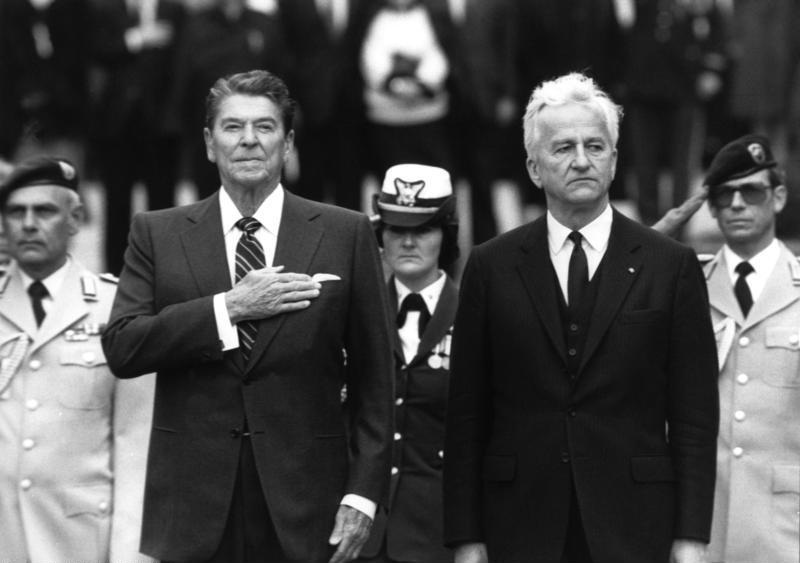
Ronald Reagan és Weizsäcker (Bonn, 1985. május 2.)

1953-tól a gazdasági szférában dolgozott (Mannesmann AG. Düsseldorf, magánbankok, C. H. Boehringer gyógyszergyár Ingelheim am Rhein). 1954-ben a CDU tagja lett. 1962-ben a Német evangélikus egyházi gyűlés elnökévé választották, és ezt a tisztséget 1970-ig töltötte be. 1968-tól 1975-ig a németországi egyházak ökumenikus tanácsának volt a tagja. 1969-ben a Bundestag képviselője, mandátumát 1981-ig megtartotta. 1973-ban parlamenti küldöttséggel a Szovjetunióba látogatott. 1974-ben indult a elnökválasztáson, de Walter Scheel ellenében veszített. 1978-ban Berlinbe költözött, és az ellenzék vezetője lett. 1981-ben Berlin polgármesterévé választották. 1983 szeptemberében hivatalos látogatást tett a Német Demokratikus Köztársaságban. Kelet-Berlinben találkozott Erich Honeckerrel, és a német evangélikus egyház tanácsának tagjaként beszédet mondott a Wittemberg templomában.
1984-ben Németország elnökévé választották. Ködösítés nélkül beszélt Németország közelmúltbeli történelméről. Kiállt a demokratikus és keresztény értékekért, és a politikai konszenzus helyreállítására törekedett. Támogatta a Szovjetunióval és az NDK-val való párbeszédet és kibékülést. Valamennyi német állampolgár elnökének tartotta magát, ezért az NDK lakosaihoz is intézte szavait. Németország kapitulációjának 40. évfordulója alkalmából beszédet mondott a Bundestagban. Úgy fogalmazott, hogy Németország 1945. május 8-án szabadult fel. 1989-ben újraválasztották. A berlini fal ledöntése után arra figyelmeztetett, hogy a két német állam összenövéséhez türelem szükséges. Visszavonulása után számos vezető testület elnökeként előadásokat tartott, és továbbra is állást foglalt aktuális politikai vitákban.

## Írásai
- Von Deutschland aus – Reden des Bundespräsidenten
- Von Deutschland nach Europa. Die bewegende Kraft der Geschichte
- Richard von Weizsäcker im Gespräch mit Gunter Hofmann und Werner A. Perger
- Vier Zeiten. Erinnerungen
- Drei Mal Stunde Null? 1949 – 1969 – 1989
- Was für eine Welt wollen wir? Richard von Weizsäcker im Gespräch mit Jan Roß
- Die Deutschen und ihre Nachbarn
- Der Weg zur Einheit